# Smith Electric Vehicles

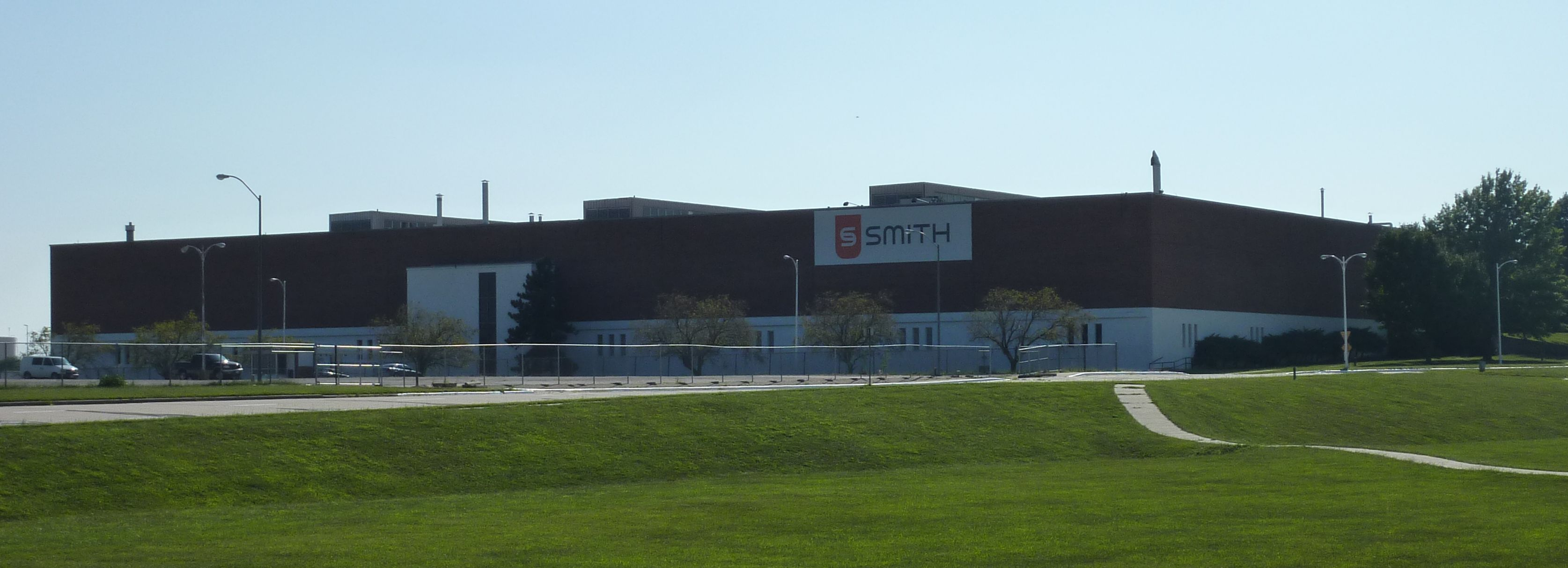
Sede estadounidense y fábrica de Smith Electric en Kansas City Overhaul Base

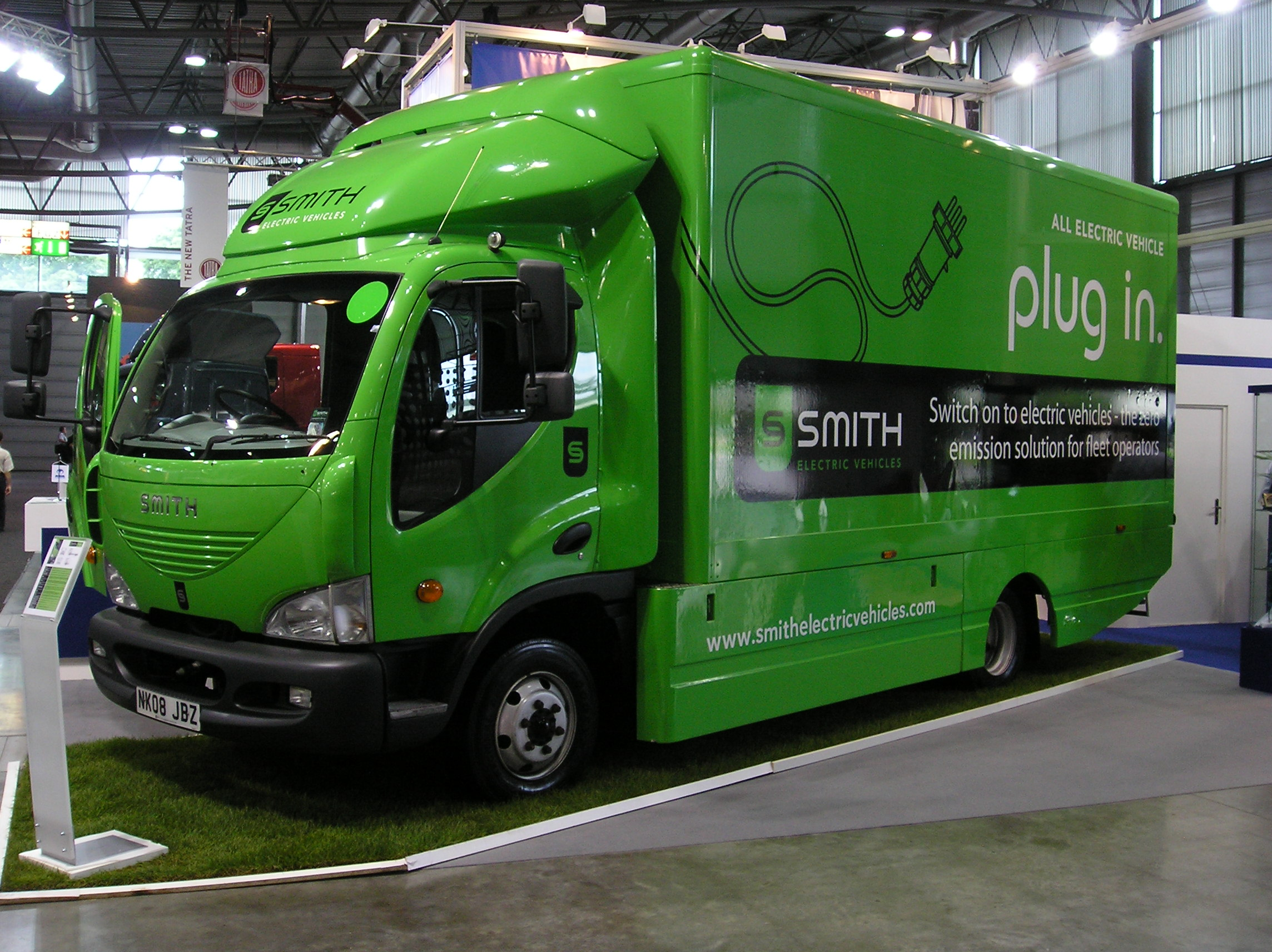

Smith Electric Vehicles (también conocido como Smith) es un fabricante de vehículos eléctricos comerciales: furgonetas y camiones de baterías. Produce la más amplia gama de vehículos eléctricos comerciales en el mundo, con un peso de vehículo bruto (MMA) de 3.500 kg - 12.000 kg. En 2011, después de que su filial de Estados Unidos comprara su matriz europea por $ 15 millones de dólares, tiene su sede en Kansas City, Missouri.
Fue fundada en 1920, en el noreste de Inglaterra. Era parte de la Tanfield Group Plc, que cotiza en el Mercado AIM de la Bolsa de Valores de Londres. Tanfield estableció una compañía independiente, Corp. Smith Vehículos Eléctricos EE. UU. (Smith Electric Vehicles US Corp (Smith Electric Vehicles US Corp - SEV US Corp) en 2009 en Norteamérica, con sede en Washington (Tyne y Wear). La empresa de los Estados Unidos en marzo de 2010 indicó que quería comprar la empresa del Reino Unido y estableció su sede en  Kansas City, Missouri.
Smith produce vehículos y los exporta a Asia Sudoriental, Europa y Escandinavia. 